# William Waldorf Astor
William Waldorf Astor (ur. 19 maja 1879 w Nowym Jorku, zm. 30 września 1952 w Taplow) – brytyjski polityk i magnat prasowy.
Był synem Williama Waldorfa „Willy'ego” Astora i Mary Dahlgren Paul. Uczęszczał do Eton College i New College w Oksfordzie. W 1906 ożenił się z Nancy Astor. Małżeństwo miało pięcioro dzieci. Astor dwukrotnie zasiadał w brytyjskim parlamencie.
Pojawia się w dramacie Ronalda Harwooda Herbatka u Stalina u boku George'a Bernarda Shawa. W polskiej inscenizacji rolę lorda Astora grał Jan Englert.